# زنبور برگ‌بر تگزاسی
زنبور برگ‌بُر تگزاسی (نام علمی: Megachile texana) نام یک گونه از سرده زنبورهای برگ‌بر است.